# Rhiniidae
Famille
Les Rhiniidae sont une famille de diptères.

## Liste des genres
Selon Catalogue of Life (31 mai 2019) :
- genre Albaredaya
- genre Alikangiella
- genre Arrhinidia
- genre Borbororhinia
- genre Cameranda
- genre Chlororhinia
- genre Cosmina
- genre Ethioporhina
- genre Eurhyncomyia
- genre Fainia
- genre Idiella
- genre Idiellopsis
- genre Isomyia
- genre Malayomyza
- genre Metallea
- genre Metalliopsis
- genre Pararhynchomyia
- genre Perisiella
- genre Pseudorhyncomyia
- genre Rhinia
- genre Rhyncomya
- genre Stegosoma
- genre Stomorhina
- genre Strongyloneura
- genre Sumatria
- genre Thoracites
- genre Trichoberia
- genre Vanemdenia
- genre Villeneuviella
- genre Zumba

## Publication originale
- (de) Friedrich Brauer et J. Edl. v. Bergenstamm, « Die Zweiflügler des Kaiserlichen Museums zu Wien. IV. Vorarbeiten zu einer Monographie der Muscaria Schizometopa (exclusive Anthomyidae). Pars I », Denkschriften der Kaiserlichen Akademie der Wissenschaften. Mathematisch-naturwissenschaftliche Klasse, Vienne, Inconnu, vol. 56,‎ 1889, p. 69-180 (ISSN 0379-0207, OCLC 1478736, lire en ligne).